# 思いきり気障な人生
『思いきり気障な人生』（おもいきりきざなじんせい）は、沢田研二の10作目となるオリジナル・アルバム。
1977年11月15日にポリドール （現ユニバーサルミュージック）からLP盤でリリースされた。なお、当時所属していた渡辺プロダクション系のアポロン音楽工業（後のバンダイ・ミュージックエンタテインメント）からリリースされた音楽テープ版は『勝手にしやがれ』のタイトルであった。
その後CD化され、1987年にポリドールから『沢田研二 2オリジナル・アルバムス』の2枚目（1枚目は『いくつかの場面』）として、1991年と1996年に東芝EMIから、また2005年にはユニバーサルミュージックから再リリースされている。

## 解説
全楽曲の作詞を阿久悠、作曲を大野克夫、編曲を船山基紀が手掛けている。ゴールデンコンビと呼ばれた阿久と大野による3部作の第1作。第19回日本レコード大賞、第8回日本歌謡大賞など、1977年の主要な賞レースを独占した「勝手にしやがれ」や「さよならをいう気もない」「憎みきれないろくでなし」「サムライ」、CMソングとして話題となった「あなたに今夜はワインをふりかけ」などが収録されている。
オリコンのアルバムランキングで1位を獲得、30万枚の売り上げを記録している。

## 収録曲
- 全曲、作詞：阿久悠／作曲：大野克夫／編曲：船山基紀

1. 思いきり気障な人生
2. あなたに今夜はワインをふりかけ
「サムライ」のB面曲。
3. 再会
4. さよならをいう気もない
Album Version
5. ラム酒入りのオレンジ
6. 勝手にしやがれ
7. サムライ
Album Version
8. ナイフをとれよ
9. 憎みきれないろくでなし
10. ママ･･･

## 参加ミュージシャン
- 大野克夫 - キーボード
- 羽田健太郎 - キーボード
- 岡沢章 - ベース
- 後藤次利 - ベース
- 武部秀明 - ベース
- 水谷公生 - エレクトリックギター
- 矢島賢 - エレクトリックギター
- 吉川忠英 - アコースティックギター
- 田中清司 - ドラムス
- 斉藤ノブ - パーカッション
- 穴井忠臣 - パーカッション
- コーポレーション・スリー - コーラス
- 新井グループ - ブラスセクション